# Michele McEvoy
Michele McEvoy es una jinete estadounidense que compitió en la modalidad de salto ecuestre. Ganó una medalla de plata en el Campeonato Mundial de Saltos Ecuestres de 1974 en la prueba individual.

## Palmarés internacional
| Campeonato Mundial | Campeonato Mundial | Campeonato Mundial | Campeonato Mundial |
| Año                | Lugar              | Medalla            | Categoría          |
| ------------------ | ------------------ | ------------------ | ------------------ |
| 1974               | La Baule (Francia) | Medalla de plata   | Individual         |